# Andreas Schlüter starszy
Andreas Schlüter starszy (ur. ?, zm. 1652) – niemiecki rzeźbiarz i architekt działający w Gdańsku, tworzący w stylu wczesnobarokowym.

## Życiorys
Postać Schlütera starszego jest niezbyt dobrze znana. W niektórych opracowaniach przypisuje mu się wykonanie w 1635 kamiennej dekoracji nieistniejącej Bramy św. Jakuba (obecnie w fasadzie Katowni), manierystycznej fasady kamienicy przy ul. Piwnej 1, zwanej „Kamienicą Hansa von Edena” (1640) oraz kamienicy przy Chlebnickiej 28 (1652).
Wbrew niektórym autorom, raczej nie był ojcem Andreasa Schlütera młodszego (ale być może Schlüter młodszy był jego bratankiem).